# Linea Curzon

La linea Curzon nel 1945

La Linea Curzon fu una linea di demarcazione proposta nel 1919 dal ministro degli esteri britannico George Nathaniel Curzon come possibile armistizio tra la Polonia a ovest e la Repubblica Socialista Federativa Sovietica Russa a est, durante la guerra sovietico-polacca del 1919-1920. Il piano di Curzon non fu accettato da nessuna delle due parti in lotta allorché la situazione militare volgeva in proprio favore, e infatti non ebbe alcun ruolo nello stabilire il confine polacco-sovietico nel 1921.
La linea Curzon fu comunque utilizzata da Stalin come argomento significativo nelle trattative con gli Alleati dal 1942 al 1945 al fine di stabilire il confine polacco-sovietico. Stalin sostenne che l'URSS non poteva avere meno territorio di quanto Lord Curzon non gliene avesse riconosciuto nel 1919.
La Linea Curzon seguiva pressappoco il confine che era stato stabilito tra la Prussia e la Russia nel 1797, dopo la terza spartizione della Polonia, confine che fu l'ultimo riconosciuto dal Regno Unito. La linea che separava le zone di occupazione tedesca e sovietica dopo la sconfitta della Polonia nel 1939 seguiva all'incirca la linea Curzon, ma includeva nel territorio dell'Unione Sovietica la città di Białystok e la Galizia orientale. La linea fu utilizzata nel 1945 come base per il confine permanente tra la Polonia e l'Unione Sovietica.
Per gran parte della sua lunghezza la linea Curzon separava le regioni dell'ovest, a maggioranza polacca, dalle regioni dell'est, a maggioranza non polacca, secondo la frontiera etnica definita dalla commissione della conferenza di pace di Parigi.
Comunque, la linea Curzon poneva entro i confini polacchi una porzione di territorio etnicamente ucraino: Posiannia, Podlachia e parti delle regioni di Chełm e Lemko.

## Storia della linea Curzon
Alla fine della prima guerra mondiale, gli Alleati acconsentirono al fatto che fosse formato uno Stato indipendente polacco nei territori che avevano fatto parte degli ex imperi russo, austro-ungarico e tedesco. Il trattato di Versailles del 1919 stabilì che il confine orientale della Polonia sarebbe stato determinato successivamente. Lord Curzon di Kedleston, a nome della Triplice intesa, suggerì nel 1920 una linea che correva da Hrodna, attraverso Brest-Litovsk, verso Leopoli a sud. Esistevano due versioni della linea che si differenziavano nella parte meridionale: la linea "B" assegnava la città di Leopoli alla Polonia; la linea "A" all'Unione Sovietica. La linea "A" fu quella rivendicata da Iosif Stalin nei negoziati riguardo al confine con la Polonia durante la conferenza di Teheran e quella di Jalta.
L'articolo 87 del trattato di Versailles affermava che: «I confini della Polonia non tracciati nel presente trattato saranno successivamente determinati dalle principali potenze Alleate ed associate». In accordo con queste dichiarazioni, il Supremo Consiglio Alleato incaricò la Commissione per gli affari polacchi di elaborare una linea di confine per la frontiera orientale della Polonia basata su criteri storici ed etnici. La linea di confine elaborata dalla commissione era prossima a quella dell'Impero russo del 1795 stabilita dopo la terza spartizione della Polonia.
La genesi delle due differenti linee di confine, "A" e "B", che si differenziavano per il diverso percorso che seguivano in Galizia, è da far risalire alla guerra polacco-ucraina che, sin dal 1918, opponeva la Polonia alla Repubblica Popolare dell'Ucraina Occidentale (ZUNR). Le potenze occidentali erano interessate a porre fine al conflitto per rafforzare il fronte antibolscevico, perciò, dopo vari tentativi infruttuosi di accordo, incaricarono la Commissione per gli affari polacchi di preparare una soluzione. Il 17 giugno 1919, la Commissione presentò tre possibilità di accordo: stabilire un mandato della Società delle Nazioni sulla Galizia orientale; incorporare il territorio nella Polonia assicurandogli una forte autonomia; stabilire un'amministrazione temporanea e organizzare un plebiscito. Alla soluzione proposta dalla Commissione erano allegate due possibili linee di frontiera (che in seguito sarebbero state associate alla linea Curzon) e che si differenziavano per il fatto che l'una (linea "B") incorporava la città di Leopoli alla Polonia, mentre l'altra (linea "A") la lasciava sul lato orientale del confine. Gli Stati Uniti d'America, la Francia e l'Italia erano favorevoli alla linea "B", mentre Lloyd George, capo della delegazione britannica, propendeva per la linea "A".
L'8 dicembre 1919 il Consiglio pubblicò una mappa e la descrizione della linea di confine e gli Alleati fecero la seguente dichiarazione: «Le Principali Potenze Alleate ed Associate, riconoscendo l'importanza a che sia posta subito fine all'incertezza politica e delle condizioni di esistenza della nazione polacca, e senza pregiudicare le decisioni che dovranno nel futuro definire i confini della Polonia, dichiarano di riconoscere il diritto del governo polacco a procedere, secondo le condizioni del Trattato con la Polonia del 28 giugno 1919, a organizzare un'amministrazione regolare dei territori dell'ex Impero russo situati ad ovest della linea sotto descritta. I diritti che la Polonia potrà stabilire nei territori ad est della linea sono espressamente riservati». L'annuncio non ebbe alcuna conseguenza, anche se gli Alleati raccomandarono di prenderlo in considerazione in una proposta inviata alla Polonia nell'agosto del 1919 che, però, fu ignorata.
La linea era determinata con precisione in base a consecutivi punti topografici: «...partendo dalla precedente frontiera austriaca lungo il corso del Bug fino al punto in cui i confini amministrativi delle contee di Brėst e Bielsk Podlaski si intersecano, quindi verso nord, approssimativamente fino a 9 km a nord-est di Mielnik, poi ad est, attraversando la linea ferroviaria Brest Litovsk-Bielsk vicino Kleszczele, quindi due km ad est di Skupowo, 4 km a nord di Jałówka e lungo il corso del fiume Ščara, separandosene a ovest di Baranowo, nella località di Kiełbasin, prima di Hrodna, poi lungo il fiume Lasosna, affluente del Niemen, fino a Studzianka, Berżniki e Zegary.»
Nel 1920 l'esercito polacco avanzò verso est, occupando Kiev in maggio. La successiva controffensiva sovietica ricacciò i polacchi dai territori occupati avanzando all'interno della stessa Polonia fino a minacciare direttamente Varsavia. In luglio i polacchi, temendo la sconfitta, chiesero aiuto agli Alleati. Il 10 luglio 1920, durante la Conferenza di Spa, i britannici proposero il ritiro dell'esercito polacco sulla linea definita dai corsi dei fiumi Bug e Niemen, mentre la linea di demarcazione in Galizia sarebbe stata definita dalla linea del fronte del momento, che allora correva a est del fiume Zbruč, lasciando Leopoli e i campi petroliferi della Galizia ancora in mano ai polacchi. La proposta fu definita nei particolari da Lord Curzon di Kedleston, la cui intenzione era quella di fornire una linea di demarcazione che soddisfacesse entrambi i contendenti ponendo fine alla guerra. Fu deciso di inviare immediatamente la proposta al Commissario sovietico per gli affari esteri Georgij Vasil'evič Čičerin e un telegramma fu spedito nella notte fra il 10 e l'11 luglio dal ministero degli esteri britannico. Il telegramma fu firmato da Lord Curzon e indirizzato al Commissario per gli affari esteri, per essere personalmente consegnato nelle mani di Georgij Čičerin. Però, secondo talune fonti, questo compito fu eseguito da Ludwik Niemirovskij, stretto collaboratore di Lloyd George e Lord Curzon, che cambiò il contenuto del telegramma in modo da definire una linea (linea "A") di frontiera anche in Galizia e che portava Leopoli dalla parte sovietica. Tuttavia, considerando la vicinanza di Niemirovskij con Lloyd George e Lord Curzon e il fatto che i britannici non si opposero in alcun modo al cambiamento, si può ritenere che la frontiera definita da Niemirovskij per la Galizia fosse in linea con le vedute politiche del governo britannico sulla questione.
Il 17 luglio i sovietici rifiutarono la proposta, argomentando che avrebbero aperto negoziati soltanto quando i polacchi li avessero esplicitamente richiesti. Il Commissario sovietico per gli affari esteri Čičerin si lamentò del ritardato interesse da parte britannica per una pace fra Russia e Polonia e di come, a suo tempo, i sovietici avessero offerto ai polacchi una soluzione alle controversie di confine molto più favorevole di quella offerta dalla linea Curzon.
In agosto i sovietici furono sconfitti nella battaglia per la conquista di Varsavia. Costretti a ritirarsi, con il Trattato di Riga del marzo del 1921, i sovietici dovettero concedere una frontiera molto più ad est della linea Curzon. La Polonia acquistò gran parte del Governatorato di Vil'na, compresa la città di Vilna, la Galizia orientale con la città di Leopoli e gran parte della Volinia. In totale 135.000 km² di territorio compreso in una fascia larga in media circa 250 km a est della linea Curzon. In nuovo confine fu riconosciuto dalla Società delle Nazioni nel 1923 e confermato da vari accordi polacco-sovietici.
I termini del Patto Molotov-Ribbentrop dell'agosto 1939 assegnarono all'Unione Sovietica i territori annessi dalla Polonia con il Trattato di Riga, con il progetto di portare la frontiera lungo la linea dei fiumi San, Vistola e Narew. In settembre, dopo la sconfitta della Polonia, l'Unione Sovietica annesse i territori a est della linea Curzon, più Białystok e la Galizia orientale. I territori acquistati furono incorporati nelle RSS Bielorussa e RSS Ucraina. Nel luglio 1941 questi territori furono conquistati dalla Germania nel corso dell'invasione dell'Unione Sovietica. Durante l'occupazione tedesca, la maggior parte degli ebrei fu uccisa.
Nel 1944 le forze armate sovietiche ricacciarono i tedeschi. I sovietici dichiararono unilateralmente che l'ex confine russo-tedesco (corrispondente all'incirca alla linea Curzon) dovesse essere la nuova frontiera tra URSS e Polonia. Il Governo in esilio della Polonia a Londra si oppose aspramente e, durante le Conferenze di Teheran e di Jalta tra Stalin e gli Alleati anglo-americani, chiese di modificare il confine, specialmente per la città di Leopoli. Stalin oppose il proprio rifiuto chiedendo: "Volete che dica al popolo russo che sono meno russo di Lord Curzon?". La linea Curzon "A" divenne la frontiera con alcune correzioni di 5/8 km a favore della Polonia; infatti, un comitato polacco formatosi nel villaggio di Sapotskin chiese e ottenne da Stalin alcune correzioni di confine e così, il 29 settembre 1944, 17 dei 23 centri abitati della regione di Belastok, con la città di Białystok, e altre tre cittadine della regione di Brėst — Siemiatycze, Hajnówka e Kleszczele — passarono dalla Bielorussia sotto l'amministrazione del Comitato Polacco di Liberazione Nazionale. In ottobre anche Lubaczów, Horyniec-Zdrój, Laszki e Sieniawa furono trasferiti dall'oblast' ucraino di Leopoli alla Polonia. Nel marzo 1945 anche le regioni dei Bieszczady, Lesko e gran parte del rajon di Przemyśl (con la città di Przemyśl) furono trasferiti dall'Ucraina al Governo provvisorio della Repubblica di Polonia. Il confine così ottenuto fu riconosciuto dagli Alleati nel luglio 1945. Con l'accordo del 16 agosto 1945 fra Unione Sovietica e Polonia, il confine fu spostato ulteriormente più a est da 17 a 30 km rispetto alla linea Curzon.
Ulteriori aggiustamenti si ebbero nel 1948, con il trasferimento di Medyka dall'Ucraina alla Polonia, e nel 1951, con l'accordo del 15 febbraio fra Polonia e URSS, che vide lo scambio di 478 km² di territorio polacco nei distretti di Hrubieszów e Zamość per una regione sovietica di analoga estensione nella regione dei Monti Bieszczady.
La linea Curzon, modificata dai vari compromessi territoriali fra le parti, fu dichiarata inviolabile dall'atto finale della Conferenza sulla sicurezza e cooperazione in Europa, firmata a Helsinki il 1º agosto 1975. Quando l'Unione Sovietica fu sciolta nel 1991, la linea Curzon divenne il confine orientale della Polonia con la Lituania, la Bielorussia e l'Ucraina.

## Etnografia a est della linea

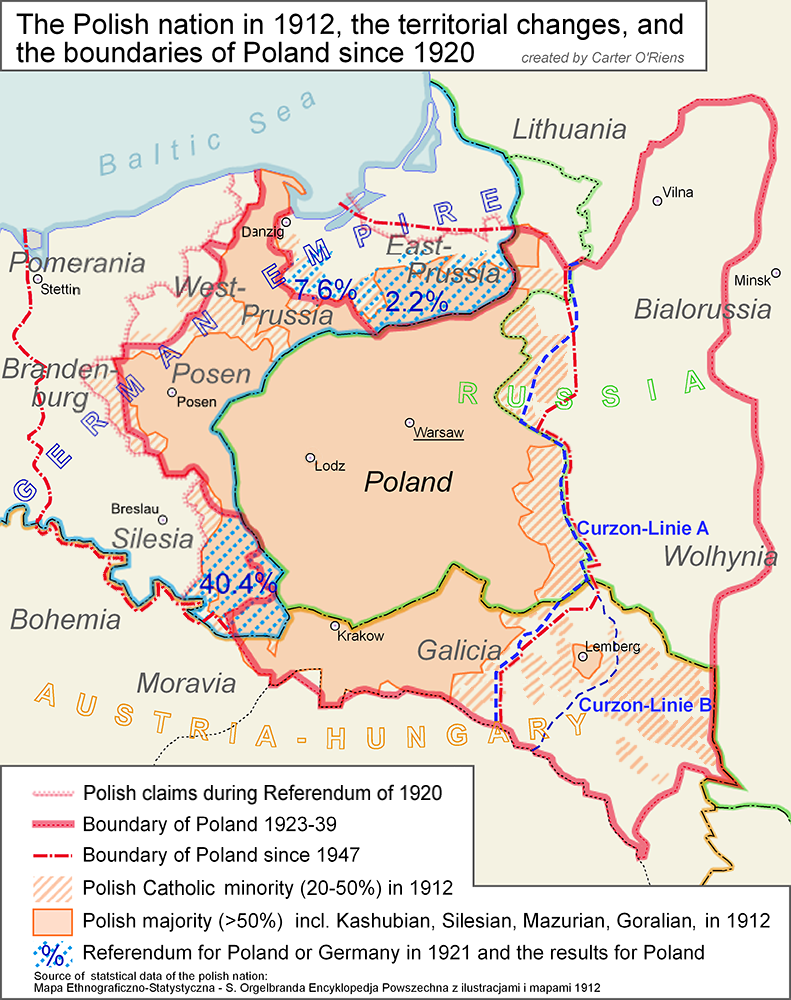
Le aree a maggioranza polacca, secondo una mappa statistica del 1912.

Il territorio che sorgeva tra la linea Curzon e il confine polacco orientale del 1921 aveva una popolazione di circa 12 milioni di persone in un'area di 188.000 chilometri quadrati. Secondo le statistiche del censimento polacco del 1931, la popolazione di questi territori per madre lingua era:
| Polacchi         | 4.794.000 | 39,9% |
| Ucraini e ruteni | 4.139.000 | 34,4% |
| Ebrei            | 1.045.000 | 8,4%  |
| Bielorussi       | 993.000   | 8,5%  |
| Russi            | 120.000   | 1,0%  |
| Lituani          | 76.000    | 0,6%  |
| Altri            | 845.000   | 6,4%  |

(La maggioranza degli "Altri" erano Poleszuk dalla Polesia.)
La popolazione, divisa per religione era:
| Cattolici romani | 4.016.000 | 33,4% |
| Cattolici greci  | 3.050.000 | 25,4% |
| Ortodossi        | 3.529.000 | 29,3% |
| Altri cristiani: | 180.000   | 1,5%  |
| Ebrei            | 1.222.000 | 10,2% |

Da questi dati di parte, in quanto derivati dal censimento condotto sotto l'amministrazione polacca, si può notare che nessuno dei gruppi etnici raggiungeva la maggioranza assoluta. I Polacchi erano forse diventati il gruppo etnico e religioso di maggioranza relativa dopo le politiche di insediamento degli anni venti. Gli Ucraini erano la seconda etnia e tra gli altri gruppi vi erano i Ruteni, i Bielorussi e i Poleszuki, questi ultimi spesso inclusi nel numero dei Polacchi. 
Il censimento polacco del 1931 provvide dati sulla divisione etnica basati solo su due indicatori: lingua e religione dichiarate. È comune opinione, fra la maggior parte degli studiosi, che il criterio della lingua dichiarata portò a una sovrastima del numero dei polacchi, infatti questo tipo di dati si presta a manipolazioni e interpretazioni di parte; tuttavia, l'uso anche della religione come criterio demografico consente di verificare e aggiustare i dati. La maggior parte dei cattolici erano romano-cattolici, ma il numero dei romano-cattolici e quelli che dichiararono il polacco come propria lingua non coincidono sotto nessun criterio. Ad esempio, il numero dei cristiano-ortodossi e degli uniati eccede di circa 800.000 quello totale degli ucraini, bielorussi e russi. Una simile discrepanza appare anche nel numero degli ebrei per lingua rispetto a quello dei professanti l'ebraismo. Secondo i rappresentanti delle minoranze non polacche, il criterio della lingua avrebbe portato a una sovrastima del numero dei polacchi di almeno un milione. Gli ucraini erano concentrati nella parte sud, i bielorussi a nord e gli ebrei nelle città. Gli ebrei erano maggioranza in molte città, come ad esempio Pinsk (63,4%) e Rivne (56,0%).
Combinando i dati relativi alla lingua con quelli relativi alla religione nel censimento del 1931, si ottiene la seguente divisione etnica per i territori polacchi a est della linea Curzon annessi dall'URSS dopo la fine della seconda guerra mondiale:
| Polacchi   | 3.150.900  | 29,3% |
| Ucraini    | 4.445.000  | 41,3% |
| Ebrei      | 1.002.100  | 9,3%  |
| Bielorussi | 1.882.500  | 16,9% |
| Tedeschi   | 88.400     | 0,8%  |
| Altri      | 253.100    | 2,4%  |
| Totale     | 10.772.000 | 100%  |

Un articolo del Times nel 1944 stimava che, nel 1931, la popolazione polacca a est della linea Curzon fosse di 2,2/2,5 milioni di persone. Una stima simile (sotto i 2,5 milioni di polacchi) fu data dallo storico e diplomatico britannico Edward Carr. Secondo Yohanan Cohen, politico e diplomatico israeliano di origine polacca, la popolazione della Polonia a est della linea Curzon comprendeva circa 12 milioni di persone nel 1939 con circa 3,5/4 milioni di polacchi, oltre 5 milioni di ucraini, 1,5 milioni di bielorussi e 1,3 milioni di ebrei.
In base al censimento del 1931, nei territori occupati dai sovietici fra il settembre del 1939 e il giugno del 1941 abitavano circa 12 milioni di persone: 4 milioni di polacchi, 5 milioni di ucraini, 2 milioni di bielorussi e più di un milione di ebrei; quindi solo un terzo della popolazione era polacco. I polacchi avevano una netta maggioranza nel voivodato di Białystok ed erano appena sopra il 50% nel voivodato di Vilnius, ma in quest'ultimo erano in minoranza nelle aree rurali. Nei voivodati di Tarnopol e Nowogródek i polacchi erano circa un terzo della popolazione e meno del 17% in Volinia, Stanisławów e Polesia. Nel voivodato di Leopoli polacchi e ucraini erano prossimi alla parità, sebbene gli ucraini fossero più numerosi nelle aree rurali. In grandi centri urbani come Leopoli e Vilnius, i polacchi avevano la maggioranza assoluta, mentre gli ebrei costituivano il secondo gruppo etnico. La maggioranza delle piccole città avevano il carattere di insediamenti ebraici (Shtetl).
Le deportazioni subite dalla popolazione polacca fra il 1939 e il 1941 a opera dei sovietici (fra 1939 e 1941 furono circa 315.000/330.000 i cittadini polacchi deportati dai sovietici, in Siberia o all'estremo nord della Russia, dei quali circa il 63% era rappresentato da polacchi etnici. Altri 22.000 furono i fucilati, compresi i 14.587 soldati e ufficiali uccisi nel cosiddetto Massacro di Katyn) e, soprattutto, di quella ebrea dal 1941 al 1945 per mano dei tedeschi con il conseguente Olocausto, fecero sì che la popolazione diventasse in maggioranza assoluta ucraina a sud e bielorussa a nord. Mentre Leopoli, Vilnius, Hrodna e altre città minori continuarono ad avere maggioranze polacche. Winston Churchill stimò da 3 a 4 milioni il numero dei polacchi a est della linea Curzon che avrebbero potuto essere interessati dai trasferimenti di popolazioni dopo la guerra a seguito dello spostamento della frontiera sovietico-polacca lungo la linea Curzon. Dopo il 1945, la maggior parte della popolazione polacca dell'area a est del nuovo confine sovietico-polacco fu espulsa andando a insediarsi nei territori della neonata Repubblica Popolare Polacca sottratti alla Germania. Oggi l'area è a maggioranza quasi assoluta bielorussa a nord e ucraina a sud (ma ci sono comunque circa 500.000 Polacchi in Bielorussia - il 5% della popolazione).

## Etnografia a ovest della linea
Problemi simili affliggevano la parte a ovest della linea Curzon. La popolazione polacca era generalmente predominante nelle città, mentre nelle zone rurali vi era una forte presenza di Bielorussi, specialmente intorno alla città di Białystok, e a sud di questa, intorno a Chełm, viveva una consistente popolazione ucraina. La maggior parte di queste popolazioni fu costretta a insediarsi nei territori acquisiti a spese della Germania dalla Polonia dopo la seconda guerra mondiale (Slesia, Pomerania, Terra di Lebus, Varmia e Masuria), nel quadro della cosiddetta Operazione Vistola. Queste erano le province storiche acquisite dalla Germania durante e dopo il Medioevo e da cui fu espulsa la popolazione di lingua tedesca dopo la guerra.